# 쥐방울덩굴아과
쥐방울덩굴아과(-----亞科, 학명: Aristolochioideae 아리스톨로키오이데아이[*])는 쥐방울덩굴과의 아과이다.

## 하위 분류
- 쥐방울덩굴속(Aristolochia L.)
- Euglypha Chodat & Hassl.
- Thottea Rottb.

## 계통 분류
2016년 APG IV 분류 체계에서 쥐방울덩굴과가 (락토리스아과, 족도리풀아과, 히드노라아과를 포함하는) 넓은 의미로 재정의되면서, 그 이전의 2009년 APG III 분류 체계, 2003년 APG II 분류 체계 및 1998년 APG 분류 체계에서 정의되었던 (락토리스과, 족도리풀과, 히드노라과를 포함하지 않는) 좁은 의미 쥐방울덩굴과는 쥐방울덩굴아과로 구분하게 되었다.